# لی جونگ سوک
این یک نام کره‌ای است؛ نام خانوادگی لی است.
لی جونگ سوک (کره‌ای: 이종석؛ زادهٔ ۱۴ سپتامبر ۱۹۸۹) بازیگر و مدل اهل کره جنوبی است . او نخستین بار در سال ۲۰۰۵ به عنوان مدل حرفهٔ خود را آغاز کرد و به جوان‌ترین مدل هفتهٔ مد سئول تبدیل شد. بازی در مدرسه ۲۰۱۳ (۲۰۱۲) برای وی دستاورد بزرگی بود.وی ریاست کمپانی A man project را بر عهده دارد. او همچنین به خاطر ایفای نقش در می‌توانم صدایت را بشنوم (۲۰۱۳)، دکتر غریبه (۲۰۱۴)، پینوکیو (۲۰۱۴)، دابلیو (۲۰۱۶)، وقتی تو خواب بودی (۲۰۱۷)، عشق یک کتاب پاداش است (۲۰۱۹) و دهن لق (۲۰۲۲) شناخته می‌شود.

## تحصیلات
لی جونگ سوک در رشتهٔ مطالعات فیلم و تئاتر در دانشگاه کنکوک تحصیل کرده‌است و در سال ۲۰۱۶ فارغ‌التحصیل شد.

## حرفه
لی جونگ سوک نخست به عنوان مدل در سال ۲۰۰۵ ظاهر شد؛ و پیشهٔ بازیگری را با حضور در فیلم کوتاه همدردی در سال ۲۰۰۹ آغاز کرد.
در سال ۲۰۱۰ نقش کوتاهی در سریال پرنسس دادستان داشت و بعد از آن در سریال موفق باغ مخفی ظاهر شد، او در این سریال نقش یک موزیسین را بر عهده داشت.
سپس در مجموعه طنز ضربه عالی انتقام پاکوتاه با کریستال جانگ همبازی شد.
در سال ۲۰۱۳ او اولین بار بازی در نقش اصلی را با سریال مدرسه ۲۰۱۳ تجربه کرد. وی در این سریال با کسانی مثل کیم وو بین و جانگ نارا همبازی بود. هم چنین جونگ سوک و وو بین از بعد از این سریال دوستان صمیمی شدند. این سریال باعث شهرت او شد. در همین سال او در سریال بسیار موفقی به نام می‌توانم صدایت را بشنوم با لی بو یونگ همبازی شد. این سریال شهرت او را دو چندان کرد و او جایزه‌های فراوانی را برای این سریال دریافت کرد. در سال ۲۰۱۴ او در سریال دکتر غریبه با جین سه یون، همبازی شد. جونگ سوک در این سریال جنبه متفاوتی از بازیگری خودش را نشان داد و در نقش یک دکتر نابغه درخشید. این سریال در چین بسیار مشهور شد و او را به یکی از ۴ هالیوی کره تبدیل کرد.
در سال ۲۰۱۴–۲۰۱۵ او در سریال مشهور پینوکیو با پارک شین هه همبازی شد، او در این سریال هم درخشید و جایزه‌های فراوانی را دریافت کرد. گفته می‌شود این سریال ۷ برابر سریال محبوب "تو از ستاره‌ها اومدی" در چین فروش داشته و از این نظر رکورد دار بوده‌است.
او جزو ۱۰ بازیگر محبوب کره ای در چین محسوب می‌شود و شهرت او تا حدی است که فن میتینگ‌های زیادی در تایوان، چین، تایلند، هنگ کنگ و ژاپن برگزار کرده‌است. در آخرین فن میتینگش در ژاپن تمام بلیت‌های او در عرض سه دقیقه فروخته شد. در اواخر سال ۲۰۱۵ او پیشنهاد بازی در یک سریال کره ای- چینی را قبول کرد. دستمزد او در این سریال حدود ۱۵ میلیارد تومان بوده که بیشترین دستمزد در بین بازیگران کره‌ای است.
درسال ۲۰۱۶ با بازی در سریال دابلیو به همراه هان هیو جو به عنوان شخصیتی کارتونی محبوبیت دوچندانی دریافت کرد و در آن سال برندهٔ جایزهٔ بهترین بازیگر سال شبکهٔ ام‌بی‌سی شد. سپس با قبول نقش منفی در فیلم جنایی وی‌آی‌پی به عنوان قاتل سریالی، بار دیگر مهارت بازیگری خودش را به مخاطبان ثابت کرد. در سال ۲۰۱۷ سریالی حقوقی فانتزی به نام وقتی تو خواب بودی رو به همراه سوزی به نمایش گذاشت که این سریال هم محبوبیت بسیاری را در بین مخاطبان پیدا کرد و در آن سال جایزه یک بهترین زوج هنری رو به همراه سوزی دریافت کردند. درسال ۲۰۱۸ با بازی در مینی سریال ۳ قسمتی آهنگ مرگ که بر اساس داستانی واقعی بود، نقش آفرینی کرد و بلافاصله به بازی در آخرین سریال قبل سربازی از به نام عشق یک کتاب پاداش است پرداخت. او در این سریال به همراه تیپ ایدئال مورد علاقه ش یعنی لی نایونگ (همسر سوپراستار کره وُن بین) برای اولین بار در ژانر کمدی-رمانتیک ظاهر شد. این سریال به اندازه سریال‌های دیگرش محبوبیت زیادی کسب نکرد.
در آخر ۸ مارس ۲۰۱۹ به عنوان سرباز وظیفه وارد خدمات اجتماعی کره جنوبی شد. وی به دلیل تصادفی نتوانست سربازی برود. همچنین او در ۲ ژانویه ۲۰۲۱ از سربازی برگشت.

## زندگی شخصی
او عضو خانواده‌ای ۵ نفره است که برادر و خواهر کوچک‌تر از خود دارد. به اصرار پدرش ورزش تکواندو را به شکل حرفه‌ای ادامه داد. در زندگی کاری خود معمولاً رابطه گرمی با همبازی‌های خود از جمله کیم وو بین، کریستال جونگ، پارک بو یونگ، لی بو یونگ و پارک شین هه داشته‌است. او در دوران کوتاهی که با کمپانی اس‌ام همکاری می‌کرد با اعضای گروه گرلز جنریشن از جمله هیویون و بونا رابطهٔ دوستانه و نزدیکی داشت. در سال ۲۰۱۳ خبر قرار گذاشتن او با سوزی از گروه میس ای به دلیل حضور هر دوی آن‌ها در یک مراسم جشن پخش شد که بعد توسط هر دوی آن‌ها تکذیب شد و مشخص شد که آن دو تا به حال هم را از نزدیک ندیده‌اند. در سال ۲۰۱۵ خبر قرار گذاشتن او با همبازی‌اش در سریال پینوکیو پارک شین هه از طرف دیسپچ با انتشار عکس‌هایی ک نشان از رفت‌وآمد آن‌ها داشت پخش شد و آن‌ها خبر را تکذیب کردند خبرگزاری دیسپچ دوباره عکس‌های جدیدی را از این دو پخش کرد که تأثیری در تکذیب رابطه از سوی دو طرف نداشت. این خبر در سال ۲۰۱۵ جزو پربازدیدترین خبرها بوده‌است.به تازگی اعلام شده او و آی‌یو، خواننده کره‌ای قرار می‌گذارند که خود او و آی‌یو تأیید کردند.